# Orleanesia
Orleanesia – rodzaj roślin z rodziny storczykowatych (Orchidaceae). Obejmuje 6 gatunków występujących w Ameryce Południowej w takich krajach i regionach jak: Boliwia, Brazylia, Kolumbia, Ekwador, Gujana Francuska, Gujana, Peru, Surinam, Wenezuela.

## Systematyka
Rodzaj sklasyfikowany do podplemienia Laeliinae w plemieniu Epidendreae, podrodzina epidendronowe (Epidendroideae), rodzina storczykowate (Orchidaceae), rząd szparagowce (Asparagales) w obrębie roślin jednoliściennych.
Wykaz gatunków
- Orleanesia amazonica Barb.Rodr.
- Orleanesia cuneipetala Pabst
- Orleanesia maculata Garay
- Orleanesia mineirosensis Garay
- Orleanesia pleurostachys (Linden & Rchb.f.) Garay & Dunst.
- Orleanesia yauaperyensis Barb.Rodr.